# アニメショップ

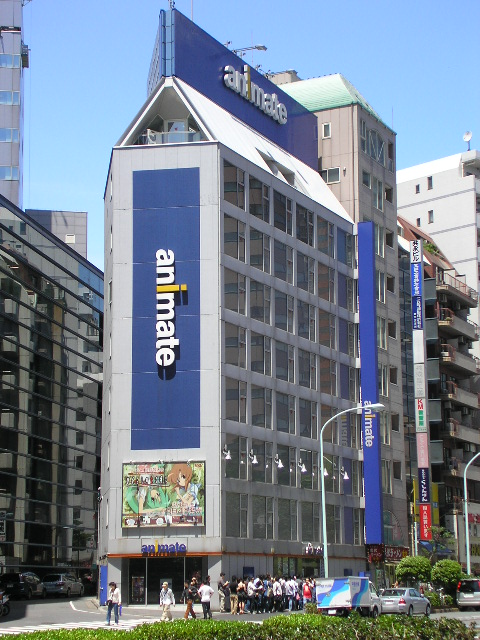
旧2代目アニメイト池袋本店（2006年撮影、2017年アニメイトアネックスに改称）

アニメショップは、アニメの作品ならびにそこから派生した関連商品（キャラクターグッズ）全般を専門に販売する小売店である。

## 主な取り扱い商品
店舗の系列や規模によって、以下に挙げていても扱わない商品もある。また、系列独自開発の商品を販売していることや、一般の書店やレコード店等の他の店ではつかない限定特典がつくことも多い。大きく分けてキャラクターグッズやフィギュアなどを中心に取り扱うホビーショップ形態の店舗と書籍や映像ソフトなどを中心に取り扱う書店形態の店舗がある。
- 漫画雑誌・漫画単行本・漫画情報誌
- アニメソフト (DVD・BD) ・アニメ雑誌
- 小説単行本・ライトノベル
- コンピュータゲームソフト - ゲーム機本体およびオプション品・中古ソフト・ゲーム雑誌・攻略本は扱わないことが多い。
- ドラマCD
- アニメ・ゲーム作品の主題歌CD・サウンドトラック
- 声優関連の音楽CD
- 作品関係や業界関係のムック本
- 漫画制作用具 - 漫画用原稿用紙・ペン・インクなど。
- コスプレ衣装・小道具
- 大規模な同人誌即売会やガレージキットイベントのパンフレット、アニメ・ゲーム関連イベントのチケット等
- 同人誌・同人ゲーム - 同人サークルからの委託によるもので"委託販売"という。これを中心とする形態の店舗に関しては同人ショップの項も参照のこと。
- キャラクターグッズ - ファングッズやファンアイテムと呼ばれることもある。キャラクターの絵柄入りの商品をさす。
  - 文房具 - 下敷き・メモ帳など。
  - 携帯ストラップ
  - ラミネートカード
  - ピンバッジ
  - マグカップ
  - テレホンカード・図書カード - ポイントサービスのポイント交換の景品となっていることも多い。
  - トレーディングカード
  - ぬいぐるみ
  - フィギュア
  - カプセルトイ
  - 食玩
  - ポスター・カレンダー - 店頭POP用のポスターも使用後に販売していたり、抽選等でもらえることがある。
  - Tシャツ
  - 抱き枕
  - アクリルキーホルダー（アクキー）・スタンドフィギュア（アクスタ）
- ケミカルライト・ペンライト - 声優のコンサートやアニメ関連イベントで使用が増えているため取り扱う店舗が多くなっている。

## 商品販売以外の業務
- 独自の情報誌の発行 - 系列のみでなく、各店舗単位で独自に発行している場合もある。
- 作品関連・声優関連のイベントの主催、チケットの取り扱い - 大型店舗では店舗内にイベント開催用のスペースを設けていることがある。
- 作品版権元・映像ソフト会社等が発行する情報誌やチラシの配布
- 同人誌即売会やコスプレイベントの主催者等が発行するチラシの配布
- 交流ノートの設置 - 同じ系列でもある店舗とない店舗がある。

## 主な店舗
●印で示した店舗は実店舗の他に通信販売も手がけている店舗である。

### 実店舗をもつもの
- アニメイト● - 全都道府県に店舗がある。最新作品関連を全般的に取り扱っているが、特に女性向けグッズに強みがある。
  - ゲーマーズ● - アニメイト系列。ブロッコリーにより設立された経緯からブロッコリー作品関係の商品が多い。男性向けグッズに強みがある。
  - らしんばん● - アニメイト系列。中古専門店。
  - メロンブックス● - アニメイト系列。基本的に同人誌に強いが、アニメショップに準じた品揃えの店が多い。
  - 書泉● - アニメイト系列。サブカルチャーに強い書店。
- まんだらけ● - 中古専門店。東京・中野にある中野ブロードウェイを本拠とし、新旧ジャンル問わずあらゆるグッズを取り扱っている。
- とらのあな● - 基本的に同人誌に強いが、アニメショップに準じた品揃えの店が多い。
- ジーストア● - タブリエ&コスパ・グループ。
  - コスパ● - コスプレ関係とキャラクターアパレルが中心。運営している株式会社コスパはブロッコリーとも縁が深い。
- ソフマップ● - 元々パソコンショップのためゲームを中心にホビー類の取り扱いがあったが、ヤマギワソフトを傘下にしてからはキャラクターグッズも専門店に準じる程多く取り扱うようになった。親会社であるビックカメラの店内にも「アキバ☆ソフマップ」としてイン・ショップを設けている。
  - アニメガ● - 元々は文教堂が運営するアニメショップで、一号店として武蔵境駅前店を独立店舗として開店、以降の展開は文教堂内への併設を中心に行っている。文教堂の経営再建方針に伴い、通信販売業務は2019年8月1日にソフマップへ譲渡され、実店舗も2019年11月1日付でソフマップへ譲渡された。
- K-BOOKS● - 基本的に中古グッズ専門店だが、新刊コーナーを設けている店舗もある。同人系に強い。都内と大阪に店舗を構える。
- ヨドバシカメラ● - 政令指定都市を中心に展開する家電量販店であり、ホビーフロアとインターネット通販でキャラクターグッズやフィギュアを扱う。
- アソビットシティ● - 運営元は家電量販店のラオックス。2002年に開店した第1号店は業界における国内最大級の店舗として注目されたが、短期間で閉店、規模を縮小して移転、その後2017年3月末に閉店し秋葉原地区から撤退した。現在ではキャナルシティ博多の1店舗のみとなっている。
- primaniacs● - 運営元はまさめや。東京・銀座に本店を、アニメイト店内などに専用売場を持つ。
- O-TRAP● - 和歌山県の地場系ショップ。2001年-2005年頃まで和歌山放送の『痛快! アニメジオ』のスポンサーを務めていた。
- TOWERanime - タワーレコードのアニメソングを中心としたアニメショップで2013年10月にLALAガーデンつくばの既存店舗を改装してオープン。合わせてヤスダスズヒトデザインによる店員キャラ「田和 玲子(タワ レイコ)」を発表。2014年5月には新宿店の、2015年7月には名古屋近鉄パッセ店の、それぞれのアニメ取り扱いフロアを改装してTOWERanimeとしている。
- あみあみ● - フィギュアや模型を主力にしているが、キャラクターグッズもそれに並ぶ規模で取り扱っている。元々は通信販売を主体にしていたが、2015年相模原市に実店舗を出店、2016年には秋葉原に出店している。
- 駿河屋● - 中古総合ホビーショップ。競合するまんだらけやらしんばん同様に新旧ジャンル問わずあらゆるグッズを取り扱っている。店舗によっては実写のオリジナルビデオ(Vシネマ)やグラビアアイドルDVD、アダルトビデオなども取り扱う。元は通信販売・通信買取を主体にしていたが、2015年高槻市に実店舗を出店、2016年には秋葉原や静岡市に出店している。
- eeo Store● - 池袋にて営業。

#### 過去に存在したもの
- アニメポリス・ペロ、アニメプラザミーくん● - 東映直営で、同社作品以外のものも取り扱っていた。業界では老舗的存在だったが、同業他社に押される形で撤退。
- アニメハウス● - 麹町にて営業していた。東京ムービーによる運営。
- あいどる● - 吉祥寺にて営業。『アニメトピア』のスポンサーを務め、『BIRTH』、『メガゾーン23』、『ウインダリア』といったOVA製作の展開などを行っていた。アニメイトの吉祥寺進出後に荻窪へ移転するもまもなく閉店。
- アニメピア● - 大塚にて営業。
- ビッグショップ● - 渋谷にて営業。
- パロディ● - 大和高田市にて営業。監督：庵野秀明、キャラクターデザイン：菊池通隆、作画監督：柳沢まさひで、音楽：田中公平、音響監督：清水勝則、音響制作：ザック・プロモーション、音楽制作：イマジン、音楽録音：アッポサウンドプロジェクト、声の出演：日髙のり子、制作：ガイナックスによるオリジナルアニメ『BATTLE MODE』を盛り込んだTVCMで話題となる。
- アニメニア21 - 神田にて営業。
- MIC吉祥寺● - 吉祥寺にて営業。イメージキャラクターのデザインを後藤圭二が担当し、話題となる。1996年頃、ソニアに吸収され「ソニアショールーム」へ転じたが、同社の凋落に伴って2000年頃に中野へ移転後、閉店。
- アニメック● - ラポートが運営していたアニメショップ。新宿御苑近くの自社ビルに店舗を構え、最盛期には全国にフランチャイズ店舗があった。この店名が由来となった情報誌も後に発行。2003年にラポートが倒産した後は親会社のアクシイズが通販業務のみで運営していたが、2007年末に終了した。
- マルゲ屋● - 新声社が運営していたゲームのキャラクターグッズ専門店。後に同名の小売子会社を設立し移管。当初は本社のあった神保町で営業し、その後急激に店舗網を拡大する。通信販売はゲーメストなどの誌上で行っていた。1999年9月、新声社の倒産に伴い閉店。
- マグマニ● - 千葉市に店舗を構えていた地場系ショップ。他に川崎市、次いで秋葉原にも店舗を構えたが、2010年までに全店舗が閉店し廃業。
- キャラ● - 秋葉原にて営業。イメージキャラクターとしてここまひによるデザインで声は南央美が担当していた「キャラちゃん」がいた。
- メルヘン・ボックス● - 西武池袋線・大泉学園駅前にて営業。狭い店舗にグッズや段ボールが所狭しと積み上げられており、レアアイテムが発掘されることがあった。
- ペーパームーン● - 岐阜県の地場系ショップ。等身大フィギュアの製作でも知られていた。業績不振に伴い2015年4月で閉店し同年5月破産手続きを開始。
- アニメランド - 西武新宿線・上石神井にて営業。占有していたフロアの約半分を利用していた。もう半分は当時、タツノコプロ等の作品の背景を描いていたスタジオだった。
- キャスフ - 西武池袋線・桜台にて営業。和光プロダクション制作の『アンデス少年ペペロの冒険』や『激走!ルーベンカイザー』等のセル画や『妖怪伝 猫目小僧』の素材を販売していた。
- Anibox● - エターナルアミューズメントが運営していた。2020年3月に全店舗が閉店。
- アニマップ - 福岡にて営業。店長は九州朝日放送のアニラジ『平成アニメっ娘倶楽部』のパーソナリティをしていた。

### 通信販売のみのもの
- キャラアニ.com - 角川書店系列。
- CLUBHOBi - キャラクターグッズ流通会社のホビボックスが運営。
- ホビーストック - フィギュアや模型を主力にしているが、キャラクターグッズもそれに並ぶ規模で取り扱っている。
- アニまるっ! - TBSテレビとグランマルシェの共同運営。TBS及び系列局の毎日放送、CBCテレビ製作のアニメのグッズを専門に取り扱う。
- ひょうたん書店 - 鹿児島県の地場系ショップ。2007年-2011年頃に県内民放テレビ局（鹿児島テレビ・鹿児島讀賣テレビ）での深夜アニメやUHFアニメの番組スポンサーとなった事で知られる。かつては実店舗を持っていたが出版取次業者の自主廃業に伴い店頭小売事業から撤退、通販主体に事業内容を切り換えていた。
- パーフェクトワールドトーキョー-キャラクターグッズ専門店として2015年から営業。アニメグッズ、キャラクターグッズを中心に展開。